# Gerrardina eylesiana
Gerrardina eylesiana är en tvåhjärtbladig växtart som beskrevs av Milne-redh. Gerrardina eylesiana ingår i släktet Gerrardina och familjen Gerrardinaceae. Inga underarter finns listade.